# HK MWD Bałaszycha

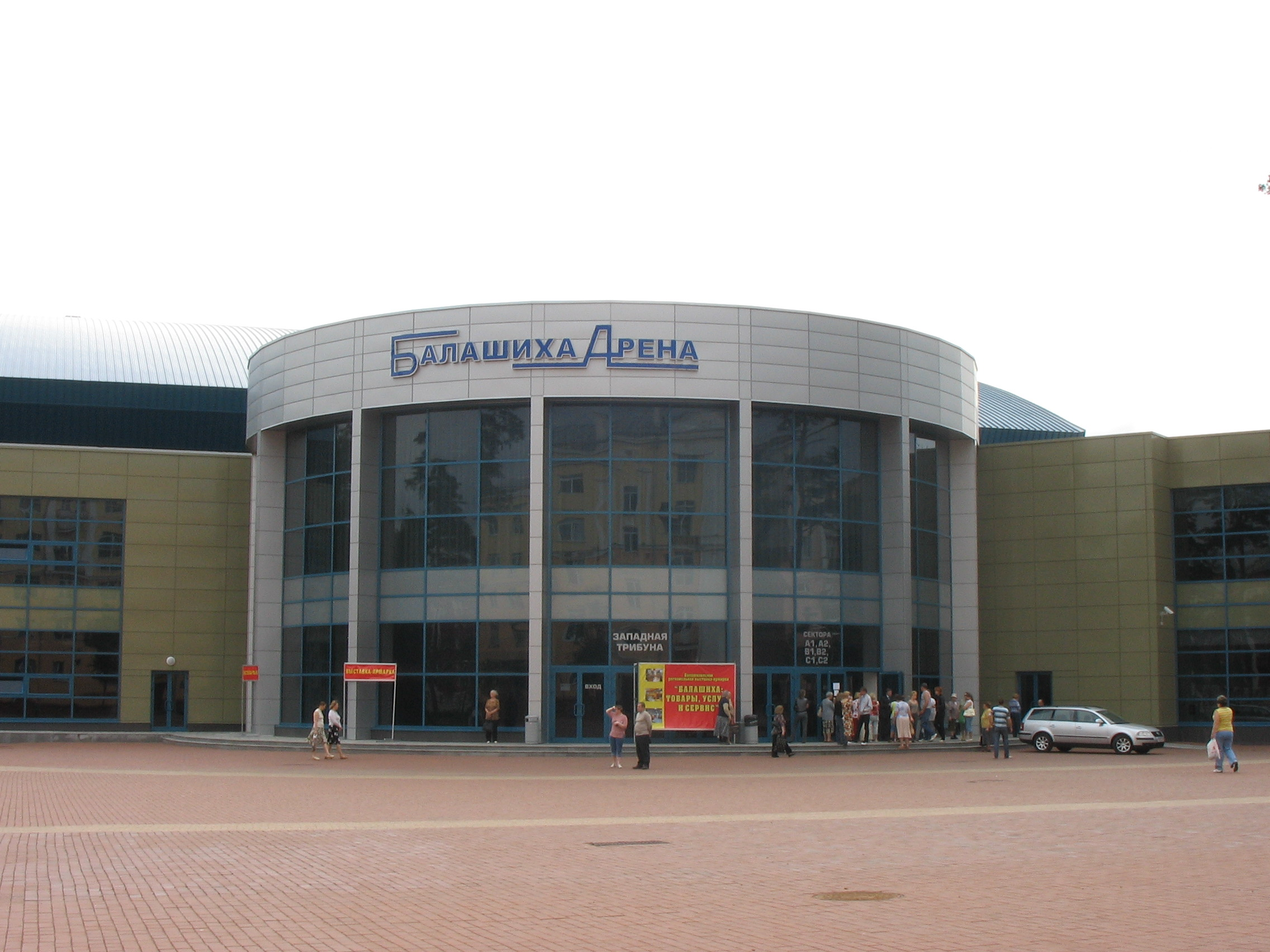
Arena Bałyszycha

HK MWD Bałaszycha (ros. ХК МВД Балашиха) – rosyjski klub hokeja na lodzie z siedzibą w Bałaszysze.

## Historia
- Spartak Kalinin (1949–1952)
- HK Kalinin (1952-1961)
- SKA MWO Kalinin (1961–1999)
- THK Twer (1999–2004)
- HK MWD Twer (2004–2007)
- HK MWD Bałaszycha (Obwód Moskiewski) (2007–2010)
- OHK Dinamo (2010-2011)
- HK MWD Bałaszycha (2011-2017)

W 2004 Ministerstwo Spraw Wewnętrznych Rosji postanowiło o stworzeniu własnej drużyny hokejowej, co zapoczątkowało powstanie klubu HK MWD Bałaszycha, który zaistniał po przeniesieniu drużyny MWD Twer (na bazie THK Twer) do Podolska w obwodzie moskiewskim i występował w rozgrywkach KHL. Po tychże zmianach zawodnicy THK zostali włączeni do kadry nowego klubu MWD
W 2010 dokonano fuzji z klubem Dinamo Moskwa, w wyniku której powstał nowy klub OHK Dinamo, występujący w KHL od sezonu 2010/2011. Dotychczasowy trener MWD, Oleg Znarok, został szkoleniowcem OHK.
W 2011 stworzono klub Dinamo Bałaszycha, przyjęty do WHL, który został zespołem farmerskim dla OHK Dinamo. Drużyna HK MWD występowała w rozgrywkach juniorskich MHL od 2011, gdy przed sezonem MHL (2011/2012) zastąpiła ekipę Szerifa Twer. Do tego czasu szkoleniowcami drużyny byli Siergiej Pietrienko (główny trener) oraz Jewhenij Syczenko i Ihor Karpenko (asystenci). Przed sezonem MHL (2017/2018) HK MWD został zastąpiony przez MHK Dinamo Moskwa.

## Sukcesy
- Złoty medal wyższej ligi: 2005
- Pierwsze miejsce w Dywizji Tarasowa w sezonie zasadniczym KHL: 2010
- Finał KHL o Puchar Gagarina: 2010
- Srebrny medal mistrzostw Rosji: 2010
- Pierwsze miejsce w Dywizji Centrum w sezonie zasadniczym MHL: 2014